# El relojero de Saint-Paul
El relojero de Saint-Paul (en francés: L'Horloger de Saint-Paul; es una película francesa de 1974 en la que es la ópera prima del director Bertrand Tavernier. Basada en la novela de 1954 El hijo del relojero de Georges Simenon, cuenta la historia de un padre viudo que primero descubre lo poco que sabe sobre su hijo adolescente, que mata a un hombre y con su chica se da a la fuga, pero luego decide que, sean cuales sean sus defectos, apoyará a la pareja.
El film entró en el cocurso oficial de la Festival de Cine de Berlín de 1974 donde ganó el Oso de Plata-Premio Especial del Jurado.

## Argumento
Respetado profesional y socialmente, el relojero viudo Michel Descombes vive tranquilamente en su tienda de Lyon con su hijo adolescente Bernard, que trabaja en una fábrica. Una mañana, cuando su hijo no ha vuelto a casa, una cosa inusual, la policía llega y lleva a Michel a ver a su inspector, quien poco a poco le da la noticia de que el niño ha matado a un hombre y ha huido con una niña llamada Liliane. Michel no sabe nada de la víctima, un impopular guardia de seguridad de la fábrica, ni de la chica que trabajaba allí. 
En estado de shock, ingenuamente les dice a los periodistas intrusivos lo que quieren escuchar. Una vez calmado, se da cuenta de que debe estar en guardia y cuando dos matones rompen sus ventanas, su ayudante y él los golpean, arrojando a uno al río. Visita a la anciana que cuidó de Bernard cuando murió su madre y descubre que está más cerca del niño que él. El inspector, con la esperanza de que Michel pueda llevarlos a la pareja fugitiva, se esfuerza mucho en ganarse su confianza.
Cuando la policía rastrea a los dos hasta un pueblo en el norte, invita a Michel a viajar con él. Arrestados, los jóvenes son llevados de vuelta a Lyon para ser juzgados y Michel contrata a un abogado, que tiene sus propias ideas sobre la defensa. Se alega que el hombre asesinado le exigió sexo a Liliane o la incriminaría por robar. El inspector también cree que el crimen no fue premeditado, pero el tribunal no está convencido, dando a Bernard 20 años por asesinato y a Liliane 5 por complicidad. Michel visita a Bernard en la cárcel para decirle que Liliane está embarazada y que él, junto con sus padres, cuidará de la niña.

## Reparto
- Philippe Noiret como Michel Descombes
- Jean Rochefort como Insp. Guilboud
- Jacques Denis como Antoine
- Yves Afonso como Insp. Bricard
- Julien Bertheau como Edouard
- Jacques Hilling como Costes
- Clotilde Joano como Janine Boitard
- Andrée Tainsy como Madeleine Fourmet
- William Sabatier como Lawyer
- Cécile Vassort como Martine
- Sylvain Rougerie como Bernard Descombes
- Christine Pascal como Liliane Torrini